# Nazionale maschile di pallanuoto del Portogallo
La nazionale di pallanuoto maschile del Portogallo è la rappresentativa pallanuotistica del Portogallo in campo maschile nelle competizioni internazionali.

## Storia
Nazionale di ultima fascia, vanta una sola partecipazione olimpica, nell'edizione del 1952, che rappresenta, a tutt'oggi, l'unica partecipazione ad una manifestazione internazionale di rilievo.

## Risultati

### Olimpiadi
- 1952 - 20°

## Formazioni
Giochi olimpici - Helsinki 1952Couto • Moutinho • Alves • do Vale • Basto Jr. • Madeira • Barbeiro • Cabral • Correia • Patrone • Surgey, CT: -